# Debby Boone
Debby Boone (nascida como Deborah Ann Boone; Hackensack, 22 de setembro de 1956) é uma cantora e atriz de teatro estado-unidense e filha do cantor Pat Boone.

## Vida pessoal
Boone é casada com Gabriel Ferrer desde 1 de setembro de 1979. Como Boone, Ferrer é membro de outra conhecida família de Hollywood. Ele é filho de José Ferrer e Rosemary Clooney, irmão dos atores Miguel Ferrer e Rafael Ferrer, sobrinho do jornalista Nick Clooney e primo do ator George Clooney. O casal tem quatro filhos: Jordan (nascido em 1980), os gêmeos Gabrielle e Dustin (nascido em 1983) e Tessa (nascido em 1986).

## Discografia solo
- 1977 You Light Up My Life
- 1978 Midstream
- 1979 Debby Boone
- 1980 Love Has No Reason
- 1980 With My Song
- 1981 Savin' It Up
- 1983 Surrender
- 1985 Choose Life
- 1987 Friends For Life
- 1989 Be Thou My Vision
- 1989 Home For Christmas
- 2005 Reflections of Rosemary
- 2013 Swing This

(não inclui compilações, reedições e álbuns para crianças)